# Sandersiella calmani
Sandersiella calmani is een strijkboutkreeftjessoort uit de familie van de Hutchinsoniellidae. De wetenschappelijke naam van de soort is voor het eerst geldig gepubliceerd in 1973 door Hessler & Sanders.